# 한타와디 유나이티드 FC
한타와디 유나이티드 FC(버마어: ဟံသာဝတီ ယူနိုက်တက် ဘောလုံး အသင်)는 바고를 연고로 하는 미얀마의 축구단이다. 현재는 미얀마 내셔널리그에 참가하고 있다.

## 우승
- 아웅산 실드: 2010

## 역대 감독
| 감독     | 임기   |
| -------- | ------ |
| 묘 민 툰 | 2019 ~ |